# Tetraria
Genre
Classification APG III (2009)
Tetraria est un genre de Cyperaceae exotiques comprenant quatre-vingt-six espèces.

## Synonymes
- Boeckeleria T.Durand
- Cyathocoma Nees
- Elynanthus Nees
- Ideleria Kunth
- Macrochaetium Steud.
- Tetrariopsis C.B.Clarke

## Quelques espèces
- Tetraria angustifolia
- Tetraria australiensis
- Tetraria bachmannii
- Tetraria borneensis
- Tetraria bromoides
- Tetraria burmanni
- Tetraria capensis
- Tetraria compacta
- Tetraria elongata
- Tetraria fasciata
- Tetraria graminifolia
- Tetraria lucida
- Tetraria monocarpa
- Tetraria paludosa
- Tetraria pleosticha
- Tetraria pygmaea
- Tetraria robusta
- Tetraria rotboellii
- Tetraria spiralis
- Tetraria thermalis
- Tetraria ustulata
- Tetraria wallichiana